# St. Michael (Suderwick)

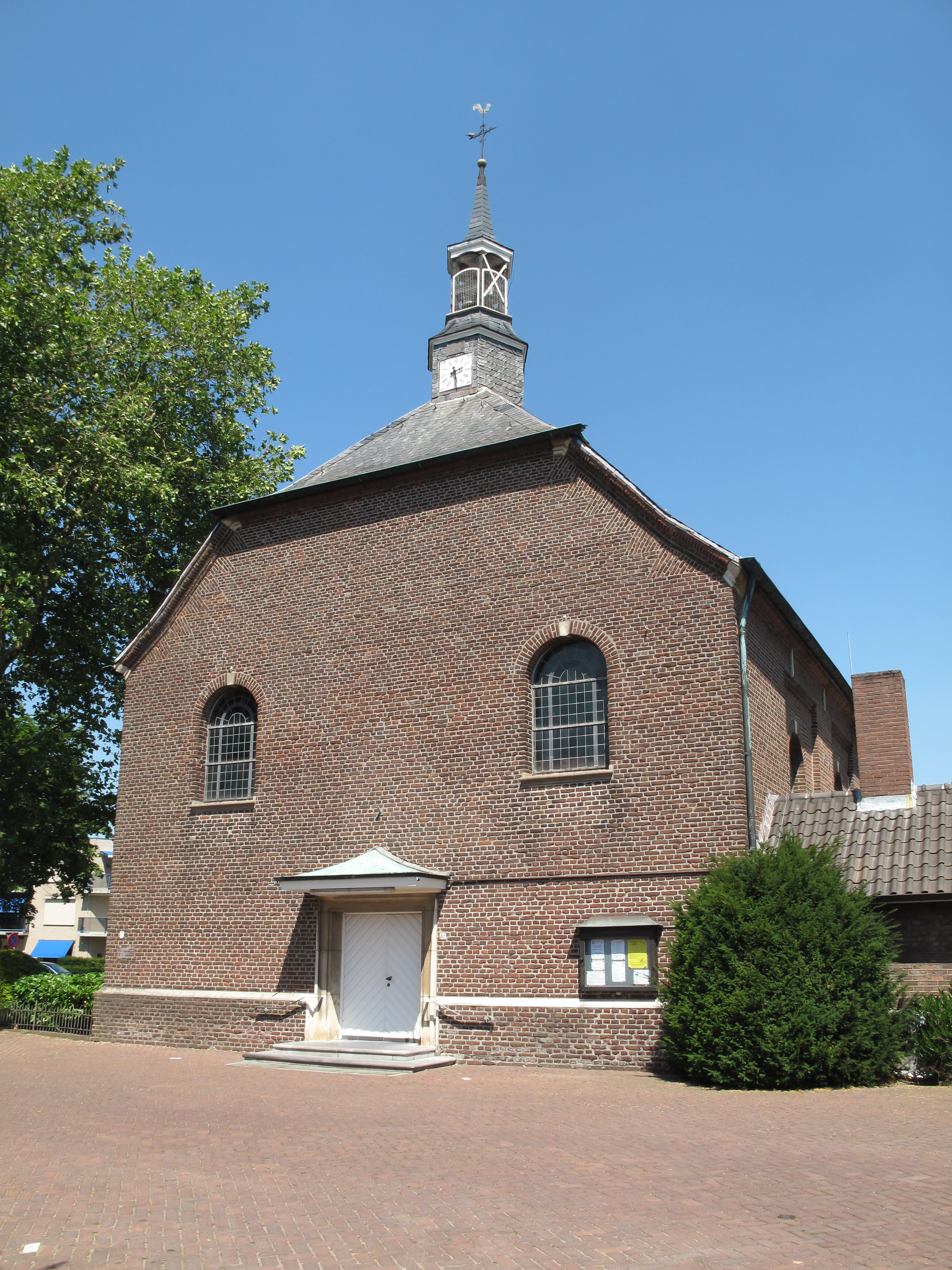
Pfarrkirche St. Michael

Die katholische Pfarrkirche St. Michael ist ein denkmalgeschütztes Kirchengebäude in Suderwick, einem Stadtteil von Bocholt im Kreis Borken (Nordrhein-Westfalen).

## Architektur
Der schlichte Backsteinsaal mit einem 3/8-Chorschluss ist mit 1765 bezeichnet. Das Krüppelwalmdach ist mit einem Dachreiter bekrönt. Die Wände sind durch Rundbogenfenster und -blenden in rechteckigen Wandblenden gegliedert. Im Innenraum wurde eine Flachdecke eingezogen. Die neubarocke figürliche und ornamentale Ausmalung von 1913 wurde 1980 freigelegt.

## Ausstattung
Der Hochaltar „im eleganten Hochbarock“ ist aus Holz gefertigt. Er ist mit einem Altarbild von 1924 ausgestattet.

## Orgel
Die Orgel von St. Michael hat 12 Register auf zwei Manualen und Pedal.
| I Hauptwerk C– |              |    |
| 1.             | Flöte        | 8′ |
| 2.             | Prinzipal    | 4′ |
| 3.             | Flachflöte   | 2′ |
| 4.             | Mixtur IV-VI |    |

| II Nebenwerk C– |                 |    |
| 5.              | Gedackt         | 8′ |
| 6.              | Nachthorn       | 4′ |
| 7.              | Prinzipal       | 2′ |
| 8.              | Sifflöte        | 1′ |
| 9.              | Sesquialtera II |    |

| Pedalwerk C– |               |     |
| 10.          | Subbass       | 16′ |
| 11.          | Offenbass     | 8′  |
| 12.          | Gedacktpommer | 4′  |

- Koppeln: II/I, I/P, II/P